# Symmachia nemesis
Symmachia nemesis is een vlindersoort uit de familie van de prachtvlinders (Riodinidae), onderfamilie Riodininae.
Symmachia nemesis werd in 1958 beschreven door Le Cerf.